# 里斯·盖恩斯
克利夫顿·里斯·盖恩斯（英語：Clifton Reece Gaines，1981年1月7日—），美国NBA联盟职业篮球运动员。他在2003年的NBA选秀中第1轮第15顺位被奥兰多魔术选中。